# Patrícia Tajcnárová
Patrícia Tajcnárová, geborene Patrícia Horváthová (* 3. August 2002 in Stockholm), ist eine slowakische Bobfahrerin und frühere Fußballspielerin.

## Leben
Patrícia Tajcnárová kam in der schwedischen Hauptstadt Stockholm unter dem Namen Patrícia Horváthová auf die Welt und im Alter von drei Jahren zog sie gemeinsam mit ihren Eltern und ihrem älteren Bruder nach Bratislava, wo sie aufwuchs. Ihr Großonkel ist der slowakische Eishockeyspieler Rudolf Tajcnár, welcher 1972 mit der damaligen Tschechoslowakei Weltmeister wurde. Im März 2021 änderte sie ihren Familiennamen von Horváthová zu Tajcnárová, dem Geburtsnamen ihrer Mutter.

## Karriere

### Fußball
Nachdem Patrícia Tajcnárová in ihrer Kindheit und Jugend verschiedene Sportarten ausprobierte, wurde Fußball ihre erste große Leidenschaft. Sie begann ihre Karriere beim FC Karlova Ves in Bratislava. Nachdem der Verein zwei Jahre später seine Aktivität einstellte, fand sie im FC Petržalka 1898, welcher eine Frauenfußballabteilung aufbaute, einen neuen Verein. Mit dem Verein schaffte sie es in der Saison 2020/21 in die höchste Fußballliga des slowakischen Frauenfußballs aufzusteigen. Nach dieser Saison beendete Patrícia Tajcnárová, welche auch zu mehreren Trainingslagern der slowakischen Junioren-Nationalmannschaft eingeladen wurde, aufgrund ihres Wechsels zum Bobsport ihre Fußballkarriere.

### Bobsport
Bereits im Alter von 15 Jahren wurde Patrícia Tajcnárová mit Hinblick auf die Olympischen Jugend-Winterspiele 2020 auf einen Wechsel zum Bobsport angesprochen. Doch aufgrund des Vetos ihrer Mutter kam ein Wechsel nicht zustande. Vor der Saison 2020/21 gab es, nachdem sie ihren 18. Geburtstag gefeiert hatte, erneut die Anfrage, ob sie zum Bobsport wechseln wolle. Diesmal nahm sie die Anfrage an und wurde die Anschieberin von Viktória Čerňanská. Ihr erstes gemeinsames Rennen absolvierten sie am 19. Dezember 2020 beim Bob-Europacup in Sigulda und konnten dort direkt hinter zwei russischen Bobs mit dem dritten Platz einen Podestplatz erzielen. Einen Tag später verpassten sie beim zweiten Rennen in Sigulda mit dem vierten Platz eine erneute Podestplatzierung.
Am 22. Januar 2021 gingen sie bei der Junioren-Weltmeisterschaft auf der Olympia Bob Run St. Moritz–Celerina an den Start. Während sie in der U26-Wertung den 10. Platz belegten, gewannen sie in der U23-Wertung die Bronzemedaille. In der darauffolgenden Saison ging Patrícia Tajcnárová gemeinsam mit ihrer Pilotin Viktória Čerňanská nur bei den Junioren-Weltmeisterschaften an den Start. Im Olympia Eiskanal Innsbruck-Igls belegten sie in der U26-Wertung den fünften Platz und in der U23-Wertung sicherten sie sich die Silbermedaille.
Zur Saison 2022/23 trennte sich das Bobteam, da sich Patrícia Tajcnárová dazu entschloss, selbst Bobpilotin zu werden. Ihr Debüt als Pilotin gab sie am 16. November 2022 beim Monobob-Wettbewerb auf der Lillehammer Olympiske Bob- og Akebane, welcher zum Bob-Europacup gehörte. Diesen Wettbewerb beendete sie auf dem fünften Platz. Einen Tag später konnte sie beim zweiten Wettbewerb in Lillehammer den achten Platz belegen. Am 14. Januar 2023 ging sie erstmals als Pilotin bei den Junioren-Weltmeisterschaften an den Start. In der Veltins-Eisarena belegte sie in der U26-Wertung den 10. Platz und in der U23-Wertung den siebten Platz.